# Neal Jones
Neal Jones nato Marvin Neal Jones Jr. (Wichita, 2 gennaio 1960) è un attore cinematografico, attore televisivo e attore teatrale statunitense.
Conosciuto principalmente nel ruolo di Billy Kostecki in Dirty Dancing - Balli proibiti (1987)

## Biografia
Jones dopo aver frequentato la Webster University di Saint Louis, si è trasferito a New York e ha iniziato la sua carriera professionale nella produzione di Macbeth di Nicol Williamson al Circle in the Square Theatre. In seguito con The Corn Is Green al Lunt-Fontanne Theatre, Big River all'Eugene O'Neill Theatre. Ha continuato ad apparire in numerose produzioni teatrali di New York, tra cui Ecstasy di Mike Leigh e Diminished Capacity di Tom Dulack,la prima mondiale al Great Lakes Theater con A Child's Christmas in Wales di Dylan Thomas a Cleveland in Ohio, diretto da Clifford Williams. Come regista ha messo in scena la prima mondiale di Celtic Tiger (Me Ass) di Don Creedon, e la prima newyorkese di Red Roses and Petrol di Joseph O'Connor, entrambe all'Irish Arts Center, dove ha anche lavorato come Direttore artistico. È membro dell'Actors Studio.
La sua prima apparizione cinematografica è stata in Dirty Dancing - Balli proibiti (1987), seguita da più di 25 film, tra cui L'avvocato del diavolo di Taylor Hackford (uno dei quattro film in cui appare con Al Pacino), In America - Il sogno che non c'era e Soldato Jane. È stato nominato come miglior attore non protagonista al Malibu International Film Festival del 2008 per il suo ruolo nel film indipendente Mona. È apparso in diverse serie televisive, tra cui I Soprano, Sex and the City, Law & Order - I due volti della giustizia e Criminal Minds. È apparso in sette episodi della serie trasmessa dalla FX Rescue Me nei panni di Peter Reilly, il figlio gay del capo Jerry Reilly. Con la miniserie TV Generation Kill è stato elogiato da Matthew Gilbert del The Boston Globe e Alan Sepinwall dello The Star-Ledger.

## Filmografia

### Cinema
- Dirty Dancing - Balli proibiti (Dirty Dancing), regia di Emile Ardolino (1987)
- Americani (Glengarry Glen Ross), regia di James Foley (1992)
- Triplo gioco (Romeo Is Bleeding), regia di Peter Medak (1993)
- Riccardo III - Un uomo, un re (Looking for Richard), regia di Al Pacino (1996)
- Ratchet, regia di John Johnson (1996)
- Silent Prey, regia di Tom Avitabile (1997)
- Soldato Jane (G.I. Jane), regia di Ridley Scott (1997)
- Day at the Beach, regia di Nick Veronis (1997)
- L'avvocato del diavolo (The Devil's Advocate), regia di Taylor Hackford (1997)
- Sax and Violins, regia di Nye Heron (1997)
- Come to, regia di Marian Quinn - cortometraggio (1998)
- Attacco al potere (The Siege), regia di Edward Zwick (1998)
- Chinese Coffee, regia di Al Pacino (2000)
- Queenie in Love, regia di Amos Kollek (2001)
- Way Off Broadway, regia di Dan Kay (2001)
- Bridget, regia di Amos Kollek (2002)
- Ipotesi di reato (Changing Lanes), regia di Roger Michell (2002)
- In America - Il sogno che non c'era (In America), regia di Jim Sheridan (2002)
- Beautiful Kid, regia di Mike Carty e Colum McCann (2003)
- Zombie Honeymoon, regia di David Gebroe (2004)
- Game 6, regia di Michael Hoffman (2005)
- The House Is Burning, regia di Holger Ernst (2006)
- Mona, regia di Alan Kirschen (2008)
- Carbone's Birthday, regia di Scott Tanner Jones - cortometraggio (2009)
- Heterosexuals, regia di Robert McCaskill (2010)
- Carbone: Breaking Point, regia di Scott Tanner Jones - cortometraggio (2011)

### Televisione
- Monsters – serie TV, episodio 1x17 (1989)
- Sex and the City – serie TV, episodio 2x02 (1999)
- Squadra emergenza (Third Watch) – serie TV, episodio 1x10 (2000)
- I Soprano (The Sopranos) – serie TV, episodio 3x01 (2001)
- The Jury – serie TV, episodio 1x02 (2004)
- Rescue Me – serie TV, 7 episodi (2004-2005)
- Law & Order: Criminal Intent – serie TV, episodi 6x04-6x10-6x14 (2006-2007)
- Crossing Jordan – serie TV, episodio 6x09 (2007)
- Generation Kill – miniserie TV (2008)
- Law & Order - I due volti della giustizia (Law & Order) – serie TV, 4 episodi (1991-2009)
- Criminal Minds – serie TV, episodi 1x07-5x08 (2005-2009)